# قوة العدوى
في علم الأوبئة تعرف قوة العدوى (المشار إليها {\displaystyle \lambda } ) هو المعدل الذي يصاب به الأفراد المعرضون للإصابة بمرض معدي. وبما أنه يأخذ في الاعتبار قابلية الإصابة، فمن الممكن استخدامه هذا المؤشر لمقارنة معدل انتقال المرض المعدي نفسه بين مجموعات مختلفة من السكان، أو حتى بين الأمراض المعدية المختلفة. وهذا يعني، {\displaystyle \lambda } يتناسب طرديا مع {\displaystyle \beta } معدل النقل الفعال.
{\displaystyle \lambda ={\frac {\mbox{number of new infections}}{{\mbox{number of susceptible persons exposed}}\times {\mbox{average duration of exposure}}}}}
إن اجراء مثل هذا الحسابات صعب لأنه لا يتم الإبلاغ عن جميع الإصابات الجديدة، وغالبًا ما يكون من الصعب معرفة عدد الأشخاص المعرضين للإصابة. لكن {\displaystyle \lambda } يمكن حسابها لمرض معدي في حالة التوطن إذا افترضنا اختلاط متجانس لسكان المنطقة وتوزيع سكاني مستطيلي (مثل الذي يوجد عمومًا في البلدان المتقدمة)، بدل من الهرمي. في هذه الحالة، {\displaystyle \lambda } يتم إعطاؤه بواسطة:
{\displaystyle \lambda ={\frac {1}{A}}}
بحيث يمثل الرمز {\displaystyle A} متوسط عمر الإصابة. بعبارة أخرى، {\displaystyle A} هو متوسط الوقت الذي يقضيه الشخص في المجموعة المعرضة للإصابة قبل الإصابة. معدل الإصابة بالعدوى ( {\displaystyle \lambda } ) لذلك {\displaystyle 1/A} (نظرًا لأن المعدل هو 1/المرة). ميزة هذه الطريقة في الحساب {\displaystyle \lambda } إن البيانات المتعلقة بمتوسط عمر المصابين يمكن الحصول عليها بسهولة بالغة، حتى لو لم يتم الإبلاغ عن جميع حالات المرض.[بحاجة لمصدر]

## قراءات إضافية
- مونش، هـ. (1934) اشتقاق المعدلات من بيانات الجمع بواسطة المنحنى التحفيزي. مجلة الجمعية الإحصائية الأمريكية، 29: 25-38.